# Segura de la Sierra
Segura de la Sierra è un comune spagnolo di 2 183 abitanti situato nella comunità autonoma dell'Andalusia.

## Geografia fisica
Il comune è composto da cinque parti non contigue. I fiumi che interessano il territorio sono il Guadalimar con il suo affluente Guadalmena a nord-ovest, ed il Segura a sud-est.